# Leptotarsus (Leptotarsus) esperanceiensis
Leptotarsus (Leptotarsus) esperanceiensis is een tweevleugelige uit de familie langpootmuggen (Tipulidae). De soort komt voor in het Australaziatisch gebied.